# Nuestra Casa-Abjasia
Nuestra Casa-Abjasia (en abjasio: Аԥсны – Ҳара Ҳаҩны) es una organización pública en la parcialmente reconocida República de Abjasia, aunque de iure pertenece a la República Autónoma de Abjasia de Georgia, fundada por el exministro de interior Raúl Lolua.

## Historia
El movimiento fue fundado el 26 de enero de 2016 y presentado al público el 3 de marzo. Su comité ejecutivo está formado por Lolua, Aljas Tjagushev y Konstantin Pilia. Durante la conferencia de prensa del 3 de marzo, Lolua afirmó que no son ni pro-gobierno ni pro-oposición, y que no busca ganar poder, sino cambiar el ineficiente sistema político. Su primer objetivo era una moratoria a la venta de bienes inmuebles. Rechazó un referéndum planeado para celebrar una elección presidencial anticipada, argumentando que esto no resolvería ningún problema subyacente y que favorecía una transición a un sistema parlamentario.